# 日本國鐵ED77型電力機車
ED77型電力機車（日语：ED77形電気機関車）是日本國有鐵道的交流電力機車車型之一，适用于供电制式为20千伏50赫兹的工频单相交流电的电气化铁路。

## 发展历史

### 原型车
1960年代中期，作为日本国铁标准型交流电力机车的ED75型电力机车已经投入批量生产，并开始在常磐線及東北本線等主要干线投入运用。因应东北地方部分轴重限制较低的支线铁路的运输需要，日本国铁决定在ED75型电力机车的基础上，开发研制一种轴重较轻的新型交流电力机车。1965年，日立制作所成功试制了首台原型车，称之为ED93型电力机车（ED93 1）。
从1960年代起，随着电力电子技术在牵引传动领域的快速发展，世界上已经出现了以可控硅整流器取代调压开关和硅整流器的趋势，晶闸管相控调压的交—直流电传动电力机车也渐趋成熟。在此背景之下，ED93型电力机车成为日本第一种晶闸管相控电力机车，采用晶闸管四段半控桥式整流电路，实现了机车主电路和控制电路的无触点化，并提高了电力机车的粘着牵引性能。为适应线路条件较差的支线铁路，ED93型电力机车还采用了Bo-2-Bo轴式，无动力的中间转向架具有可变轴重功能。另外，由于东北地方的冬季严寒环境，ED93型电力机车亦特别加强了防寒防雪性能。
ED93 1号机车出厂后首先配属于作并机关区，并在仙山線、东北本线进行性能试验。1966年1月，开始在仙山线进行牵引试验，担当仙台至作并间客货列车的牵引任务。1968年3月30日，该原型车在郡山工厂（今郡山综合车辆中心）按量产车的标准进行了改造，改造内容包括加装车端贯通门及重联控制系统等。完成改造后该机车改称为ED77 901号机车，并与其他量产车共同运用。

### 量产车

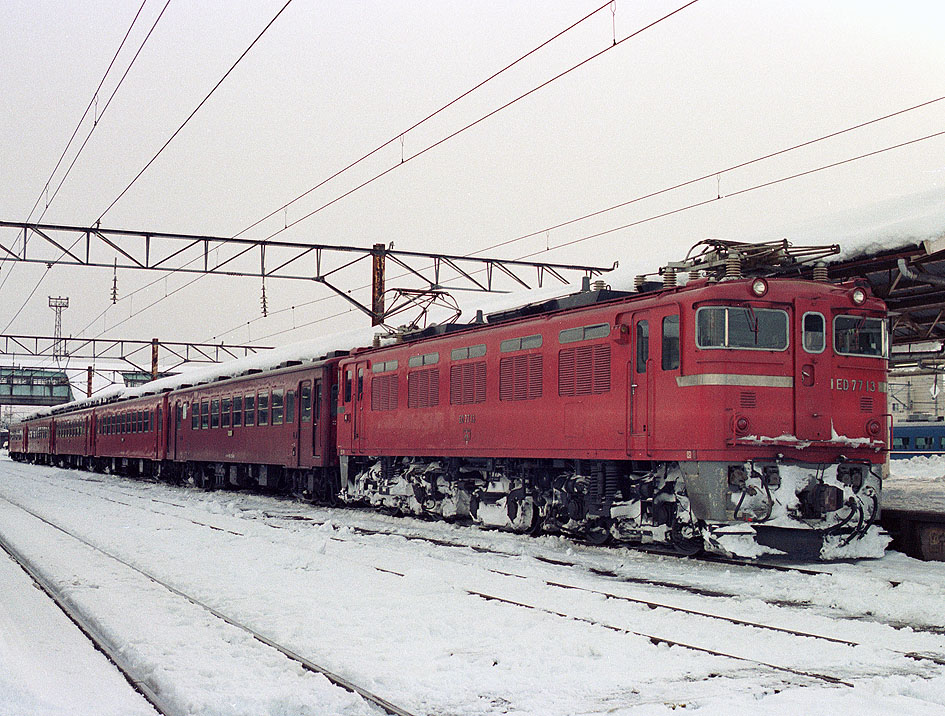
ED77型电力机车牵引50系客车（1987年）

1967年，根据ED93 1号机车的试验结果，正式定型为ED77型电力机车并投入批量生产，当年由日立制作所、三菱电机、三菱重工业、东芝公司共制造了首批14台机车（1～14）。与原型车相比，量产车的车端中央部分加装了贯通门，还增设了KE77型电气连接器和总风管等重联控制装置；机车长度由原来的15000毫米延长至15800毫米，并改善了机械室内高压电器设备的布置方式。
1970年，三菱电机、三菱重工业生产了最后一台ED77型电力机车（15），除了改为使用MT52A型牵引电动机外，亦改进了空气压缩机、制动阀和前窗玻璃发热线的设计。
| 机车编号       | 制造年份                  | 制造商                  | 新造配属                  | 制造目的                       | 生产预算            |
| 901 （ED93 1） | 1968年改造 （1965年新造） | 郡山工厂 （日立製作所） | 福岛机关区 （作并机关区） | 支线铁路用交流电力机车研制     | 昭和39年度第1次債務 |
| 1～7           | 1967                      | 日立製作所              | 福岛机关区                | 磐越西線郡山—喜多方間電化開業  | 昭和41年度第1次債務 |
| 8～10          | 1967                      | 東芝                    | 福岛机关区                | 磐越西線郡山—喜多方間電化開業  | 昭和41年度第1次債務 |
| 11～14         | 1967                      | 三菱電機 三菱重工       | 福岛机关区                | 磐越西線郡山—喜多方間電化開業  | 昭和41年度第1次債務 |
| 15             | 1970                      | 三菱電機 三菱重工       | 福岛机关区                | 磐越東線・西線直通貨物列車增發 | 昭和44年度第2次債務 |

## 运用历史
1967年2月，磐越西線郡山至喜多方区段完成交流电气化，ED77型电力机车亦开始在该线正式投入运用。虽然全部ED77型电力机车均配属于福岛机关区（今福岛综合运输区），但通常由会津若松运输区支配运用和管理，福岛机关区则负责对机车的检修维护。
当时，日本国铁还曾经考虑在仙山线和田澤湖線投入ED77型电力机车，但后来仙山线开始使用与奥羽本线直通运行的ED78型电力机车，而田泽湖线的定期货物列车全部停运后，再配属交流电力机车已无任何意义，因此临时货物列车只使用DE10型柴油机车牵引，线路强化改造后则改用ED75型电力机车。
1986年，901号原型车首先除籍报废。1987年2月，1～8号机车也正式报废。1987年4月，国铁分割民营化后，东日本旅客铁道（JR东日本）继承了其余ED77型电力机车（9～15）。随着磐越西线对线路建筑进行强化改造，使ED75型电力机车也能够投入该线运用，最终所有ED77型电力机车于1993年停运报废。

## 技術特點

### 总体布置

#### 司机室
ED77型电力机车是客货运通用的交流电力机车，适用于供电制式为20千伏50赫兹的工频单相交流电气化铁路。车体两端各设有一个司机室，司机室内机车运行方向的左侧设有司机操纵台，右侧设有副司机座席及手制动手柄，司机室两侧设有供乘务员乘降的侧门，司机室上方车顶装有两盏密封光束灯式前照灯。原型车的两端采用非贯通形式，并装有大面积前窗玻璃以改善司机的瞭望视野。因应机车重联运用的需要，量产车改为采用贯通型的车端结构，司机室前端中央设有贯通门，以便乘务人员通过到另一台机车。

#### 机械室
为了方便司机和检修人员的操纵和维护工作，ED77型电力机车尽可能采用与ED75型电力机车相同的设备布置方式。车体中部是设有各种机械及电气装置的机械室，其中重量最大的主变压器安置于中央位置，一端方向设有牵引电动机通风机、旋转式劈相机、交流滤波器、控制电器等设备，二端方向设有可控硅整流器、电动空气压缩机、励磁电阻器等设备，机械室内设有贯通式双侧内走廊连接两端司机室。车体下方除了有三台转向架之外，还吊装着两个总风缸。为了提高机车的防雪防寒性能，车顶上的高速断路器、避雷器等高压电气设备改为安装在车体内部，外置的高压设备只有两台PS101型双臂式受电弓。
此外，ED77型电力机车的通风系统也和ED75型电力机车有所不同，车身两侧各设有五个通风百叶窗和采光玻璃窗，主变压器和整流装置等主要电气设备的冷却空气均取自车内，夏季时从机械室内吸入冷风后经车顶通风口排出热风，而冬季时则关闭车顶通风口并改为室内循环方式，以改善室内保温性能和减少车外冷风吸入量。

#### 车体结构
ED77型电力机车采用轻量化整体承载式全钢焊接结构箱型车体，车体全长14,200毫米（量产车延长至15,000毫米），全宽2,800毫米。除了车体长度延长及室内循环冷却外，车体结构与ED75型电力机车基本相同。

### 电气系统

#### 主电路
ED77型电力机车是交—直流电传动的整流器式电力机车，机车主电路由空气断路器、主变压器、整流器、牵引电动机、平波电抗器、电路保护装置等部分组成。机车从架空接触网获取高压交流电，首先由主变压器降低电压，再通过可控硅整流器转换成脉流电（即方向不变而只有电压变化的直流电），然后供电给四台并联的牵引电动机。
ED77型电力机车采用了晶闸管相位控制的调压方式，取代了ED75型电力机车的磁放大器级间相控调压。考虑到功率因数和谐波干扰的因素，采用了晶闸管四段半控桥式整流电路，整流器由反并联连接的晶闸管和二极管组成整流桥，利用相位控制直接进行无级调压，不仅提高了电力机车的粘着牵引性能，还可以取消笨重的有触点式调压开关。

#### 控制系统
为了起动平稳和有效利用粘着重量，机车采用了单闭环恒压控制系统（AVR），它是由司机控制器、给定器、比较器、自动脉冲移相器（APPS）、电压反馈系统等部分组成，首先通过对牵引电动机回路负载电压的检测，得到相应的反馈信号电压，并与给定器（定时磁放大器）输出的基准信号电压进行比较，如果负载电压与基准电压不同则产生一个偏差信号，使移相器发出一个相位与基准电压有一定函数关系的脉冲信号，以此来触发晶闸管和改变控制角大小。

#### 主变压器
机车装用一台TM916型芯式单相主变压器，冷却方式为强迫油循环导向风冷却，额定容量为2290千伏安，变压器次边有三个绕组，包括一个向主电路供电的牵引绕组、一个向辅助系统供电的辅助绕组及一个向旅客列车供电的供电绕组。主变压器和平波电抗器采用一体化结构，安装在同一个油箱内并共用一组冷却系统，减少了电气装置的体积和重量。

#### 整流装置
整流装置采用RS905型可控硅整流器，冷却方式为强迫通风冷却，额定功率为2400千瓦，额定整流电压为1200伏特，额定电流为2000安倍；全车共使用256个半导体元件，包括160个DJ16型硅二极管（最大反向电压为1300伏特，最大反向脉冲电压为1600伏特，平均整流电流为280安倍）和96个CJ02L型晶闸管（最大反向电压为1200伏特，额定整流电流为250安倍）。

#### 牵引电动机
每个两端转向架安装两台MT52型四极串励直流牵引电动机（15号机车改为使用经改良的MT52A型），小时功率为475千瓦，持续功率为425千瓦，额定电压为900伏特，定子绕组采用环氧树脂浸渍绝缘以提高绝缘及耐热性能。牵引电动机回路串接有平波电抗器，以减少整流电流的脉动成分和改善电动机的换向性能。为扩大机车的恒功调速范围，还可以对牵引电动机使用一级磁场削弱，削弱率可达60%。

#### 电气供暖
和ED75型电力机车一样，ED77型电力机车亦设有列车供电系统，能够在冬季为旅客列车的电热取暖装置直接供电，由主变压器的供电绕组向列车输出1498伏特单相交流电，额定容量为380千伏安，司机室侧门旁边并装有一盏供电状态指示灯。机车两端设有KE3型供电插座，通过供电线与列车连接。

#### 辅助电路
机车的辅助电路系统主要采用三相交流传动。牵引电动机通风机、电动空气压缩机等均采用三相鼠笼式异步电动机驱动。辅助电路系统由主变压器辅助绕组供电，并由一台旋转式劈相机将单相交流电转换成三相交流电，额定电压为400伏特50赫兹。另外还设有一台小型电动发电机，为控制电路、照明电路、蓄电池充电供应100伏特直流电。

### 转向架
机车走行部为三台二轴转向架，包括两台DT129型两端转向架和一台无动力的TR103型中间转向架。

#### 两端转向架
两端转向架与ED75型电力机车的转向架完全相同。构架采用“日”字形的钢板焊接结构，轴箱采用导框式定位结构，转向架固定轴距为2500毫米。牵引电动机悬挂装置采用轴悬式，牵引电动机的一侧通过抱轴承刚性地支承在车轴上，另一侧通过橡胶弹性元件悬挂在转向架构架上，牵引电动机输出的转矩通过一级减速齿轮传动轮对，齿轮传动比为4.44（16：71）。
转向架采用无摇枕的全旁承支重结构，车体全部重量通过四组旁承弹簧由两台转向架支承。一系悬挂为轴箱顶端螺旋弹簧，二系悬挂为构架外侧的旁承弹簧，旁承弹簧采用每侧两个并联的螺旋圆弹簧组，并配有垂向油压减震器。此外，车体和转向架之间还设有回转限位装置和抗蛇行减震器。牵引力和制动力通过“Z”字形低位斜牵引杆装置来传递。牵引杆和牵引拉杆座呈对角斜对称布置，与连接于构架下的三角形回转支承和横向连杆组成牵引杆系统，使牵引杆的牵引点交于轨面，理论上转向架内无轴重转移，以充分利用机车粘着重量及减少轴重转移。
基础制动装置为双侧闸瓦制动，每个轮对左右各设有一个制动缸，并设有制动横梁以保证两侧闸瓦同步作用，另外还设置了闸瓦间隙调整器。

#### 中间转向架
ED77型电力机车是继ED72型电力机车之后，第二种采用可变轴重中间转向架的国铁电力机车。转向架构架采用“U”形侧梁的钢板焊接结构，固定轴距为1600毫米。中间转向架亦采用旁承承载，中央悬挂装置采用空气弹簧。中间转向架和车体之间还设有横向滚动装置，以便机车通过曲线。
为适应线路条件较差的支线铁路牵引需要，ED77型电力机车具有轴重调整功能，通过调节中央空气弹簧的内部压力，改变两端和中间转向架的轴重分配，使动轮轴重可以根据线路条件而设定为14、15、16或16.8吨。该功能不仅扩大了机车的使用范围，还能在牵引列车起动时采用较大的轴重，以提高粘着性能。

## 車輛保存
- ED77 1号机车：静态保存于新干线综合车辆中心（日语：新幹線総合車両センター）。
- ED77 2号机车：退役后曾经保存于吹田机关区（日语：吹田機関区），至1993年因清拆扇形车库而被解体处理。
- ED77 8号机车：静态保存于鐵道綜合技術研究所国立研究所（国分寺市）。